# Guillermo Lyon Lynch
Guillermo Lyon Lynch (París, 13 de noviembre de 1882 - Nueva York, 8 de agosto de 1930) fue un empresario y político chileno, hijo del exsenador don Roberto Lyon Santa María y de Amelia Lynch Solar. Se casó con Lucía Besa Rodríguez, el 8 de noviembre de 1912.
Estudió en Inglaterra y de regreso al país se dedicó a las actividades agrícolas, en la hacienda de su padre, "Almahue", ubicada en Pichidegua, donde vivió habitualmente. En 1905 fue elegido alcalde de Pichidegua, y fue reelecto por algunos períodos.
Posteriormente, fue elegido diputado por Caupolicán durante el período 1918-1921, integrando la Comisión Permanente de Asistencia Pública y Culto.
Fue presidente del Banco Hipotecario de Valparaíso; presidente de la Compañía de Seguros La Mutual, y presidente de la Sociedad El Ahorro Mutuo, en el año 1902. También ejerció como vicepresidente de la Compañía de Diques; y del Ferrocarril Urbano de Valparaíso. Presidió la Compañía de Gas de La Serena y la Sociedad de Ascensores Mecánicos de Valparaíso; fue director de la Compañía de Gas de Valparaíso y Gerente en esa misma ciudad de la Sociedad Chilena de Fundiciones.
Socio del Club de La Unión, del Club de Golf Los Leones, del Club Hípico de Santiago; y director del Valparaíso Sporting Club.
Murió en Nueva York, el 8 de agosto de 1930.